# Félix Bilbao y Ugarriza
Félix Bilbao y Ugarriza (Bakio, 18 de maig de 1873 - Tortosa, 18 de novembre de 1943) va ser un bisbe basc que fou bisbe de Tortosa entre els anys 1925 i 1943.

## Biografia
Després d'estudiar i cursar la carrera sacerdotal al Seminari de Madrid va ser ordenat prevere el 12 de juny de 1897, iniciant la seva vida sacerdotal a la parròquia d'Alcorcón. Es va doctorar en Teologia a la Universitat Pontifícia de Toledo i va simultaniejar els estudis de dret canònic amb l'ensenyament de Llengua llatina, Física i Dret natural, Història de la Filosofia i Metafísica al seminari de Madrid. Fou director del "Butlletí Oficial de la Diòcesi" i capellà rector de l'església de Religioses de Maria Reparadora. L'any 1906 és nomenat secretari de Cambra de l'arquebisbe de València. I el 2010 també és nomenat canonge de l'església metropolitana de València. Fins al 1915 fou el secretari de cambra de l'arquebisbe de Toledo. Torna a València com a catedràtic d'Institucions socials del Seminari i del claustre de doctors de Teologia. El 1924 és nomenat Bisbe auxiliar del prelat de Tortosa, Pere Rocamora i Garcia, a qui succeeix a l'any següent a la seu episcopal, després del seu decés i prenent possessió oficialment com a bisbe de Tortosa el 23 de març de 1926. Durant el seu mandat, va dedicar especial atenció a l'Acció Catòlica, sent nomenat el març de 1935 Consiliari d'aquesta.